# Dangriga

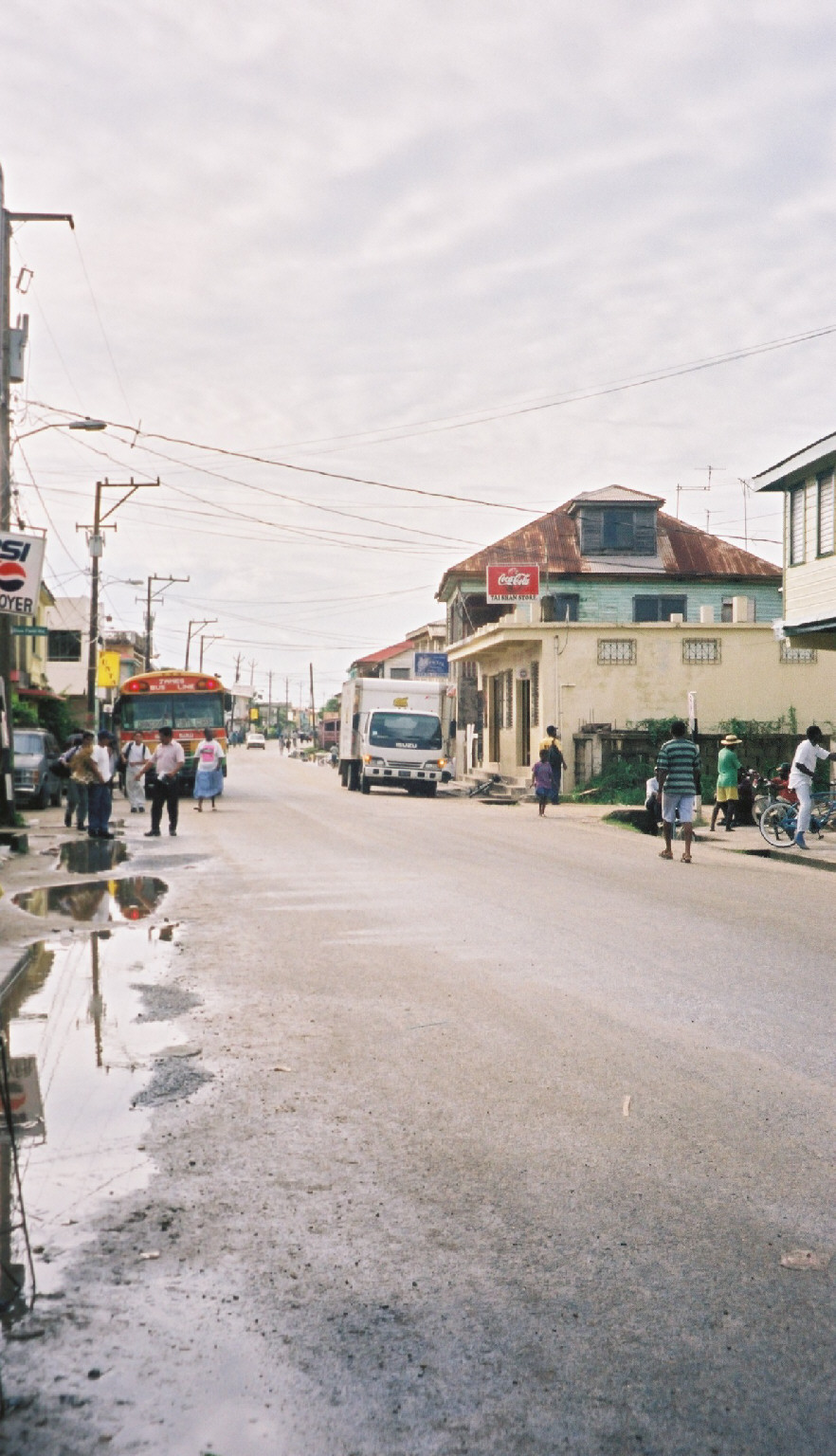
Strada cittadina.

Dangriga, in passato nota come Stann Creek Town, è una città situata nel sud del Belize, alla foce dello Stann Creek nel golfo dell'Honduras del Mar dei Caraibi.  È la capitale del distretto di Stann Creek e la città principale della parte meridionale del paese.

## Caratteristiche
Al censimento del 2000 Dangriga aveva 8.814 abitanti, la popolazione stimata al 2007 è di circa 11.500 abitanti. A lungo è stata il secondo centro dello stato per popolazione dopo la città di Belize, ma recentemente è stata superata da Orange Walk Town (circa 13.000 abitanti).
La popolazione della città è composta per lo più da meticci di origine sudamericana o africana i cui antenati fino al XVII secolo risiedevano, come cittadini liberi, sull'isola di Saint Vincent. All'inizio del XVIII secolo, in seguito al Trattato di Parigi del 1763 i colonizzatori britannici presero il controllo dell'isola e gran parte della popolazione fu deportata oppure emigrò nel Belize per sfuggire alla dominazione coloniale.
Uno degli eventi più memorabili dell'immigrazione avvenne il 19 novembre 1832 quando un numeroso gruppo di caribi proveniente da Bay Island giunse nel Belize a bordo di canoe di legno. A quel periodo risale il cambio del nome da Stann Creek a Dangriga (che in lingua garifuna significa "acqua dolce"). L'evento viene annualmente rievocato nel cosiddetto Garifuna Settlement Day, festa nazionale del Belize e festeggiato con particolare intensità proprio a Dangriga. Dangriga è anche il luogo di origine del Punta rock, il tipo di musica Punta tipo dei Garifuna.
In espansione l'attività turistica, per la sua posizione Dangriga rappresenta il punto d'accesso ai Cayos, le isole al largo della costa del Belize, e alla Belize Barrier Reef, la barriera corallina del Belize.
Poco distante dalla città si trova il Cockscomb Basin Wildlife Sanctuary, una riserva naturale di circa 400 km dedicata soprattutto alla protezione dei giaguari.